# Partido Liberal Contstitucionalista
Partido Liberal Contstitucionalista (PLC) – partia polityczna w Nikaragui. W wyborach do Zgromadzenia Narodowego przeprowadzonych 6 listopada 2006 r. partia uzyskała 25 z 92 mandatów. Do PLC należał Enrique Bolaños, prezydent Nikaragui w latach 2002-2007.
Partia była członkiem Międzynarodówki Liberalnej do 2005 roku.

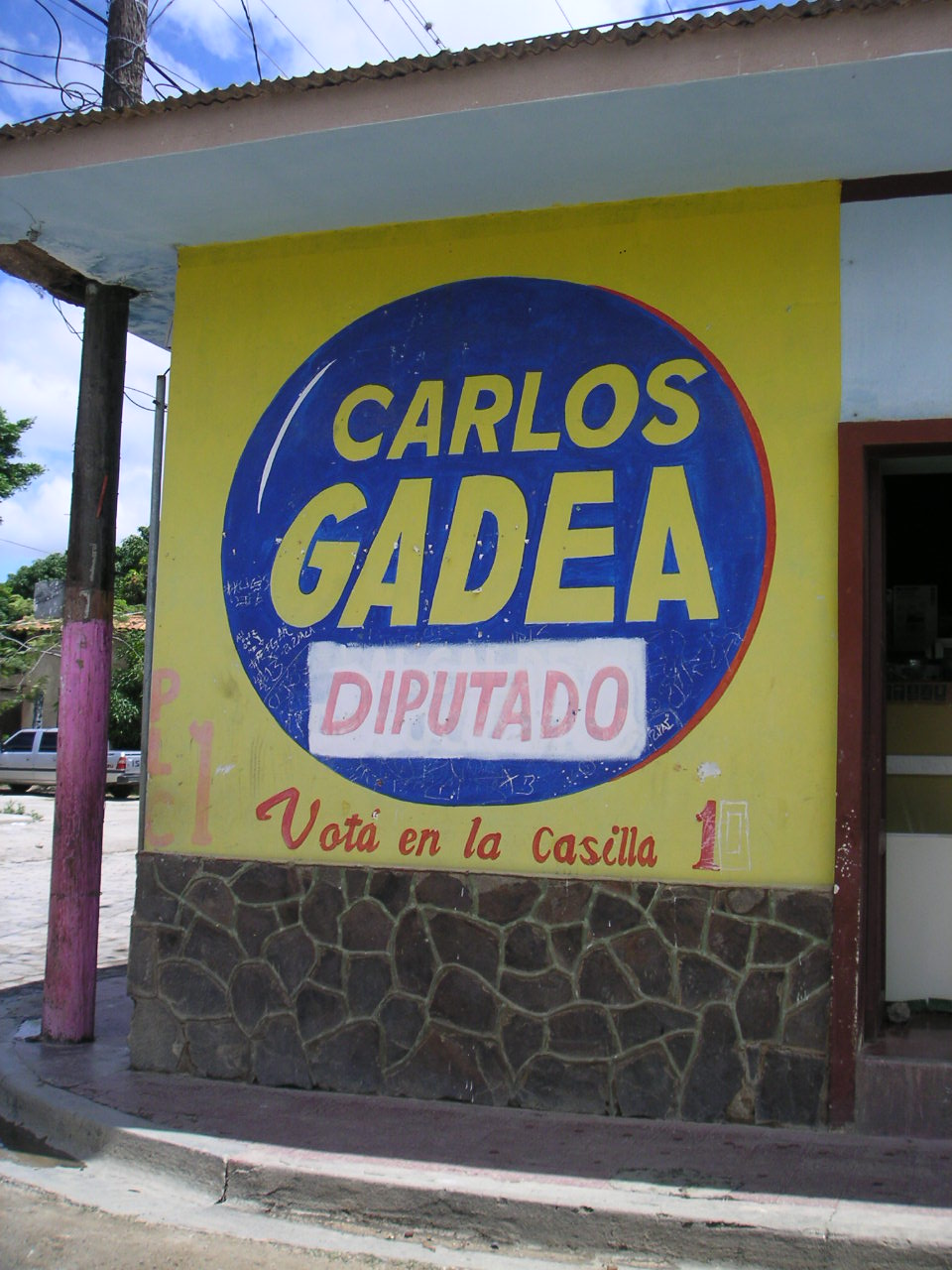
Plakat wyborczy jednego z kandydatów partii PLC